# 中华沙群海葵
中华沙群海葵（学名：Palythoa sinensis）为鞘群海葵科沙群海葵属的动物。在中国，分布于南海等海域。该物种的模式产地在西沙群岛晋卿岛。
其种加词“sinensis”意为“中华的”。